# Ildefonso Zavala
Ildefonso Zavala fue un abogado miembro de la Corte Superior de Lima y político peruano.
Fue diputado suplente de la República del Perú por la provincia de Tarapacá en 1829 y 1831 durante el primer gobierno del Mariscal Agustín Gamarra. Luego fue elegido como diputado titular por la misma provincia. Durante su gestión, junto con el diputado por Ayacucho José Félix Iguaín, contando con el respaldo de Francisco Xavier de Luna Pizarro,  Pizarro, pidieron en el Congreso una ley que prohibiera a los extranjeros ocupar puestos públicos. El Congreso vetó la ley porque ella iba en contra oficiales que lucharon por la independencia. Tal hecho ocasionó una rebelión militar. Asimismo, estuvo implicado en uno de los intentos por derrocar al gobierno de Agustín Gamarra junto con Antonio Gutiérrez de la Fuente y Ramón Castilla.
Posteriormente, fue elegido diputado constituyente por la provincia de Tarapacá como miembro de la Convención Nacional de 1833 que expidió la Constitución Política de la República Peruana de 1834, la cuarta de la historia del país. Fue elegido como parte del llamado Partido Liberal opositor al gobierno de Agustín Gamarra. Sin embargo, entre 1834 y 1835 ocupó los cargos de ministro de economía durante el gobierno de Luis José de Orbegoso y ministro secretario general de gobierno y relaciones exteriores durante el gobierno de Agustín Gamarra.